# Meidoorndonsvoetje
Het meidoorndonsvoetje (Tubaria dispersa) is een schimmel behorend tot de familie Tubariaceae. De zwam komt voor op kalkhoudende grond op het strooisel onder meidoornstruiken en is mede daardoor in het veld gemakkelijk op naam te brengen.

## Kenmerken

### Uiterlijke kenmerken
Hoed
De hoed heeft een diameter van 5 tot 25 mm. De vorm is eerst half bolvormig en later vlak gewelfd tot bijna plat. In het laatste stadium is er een flauwe umbo. Het oppervlak is droog en lichtkleurig vervilt op een grijzig gele ondergrond. De hoed is niet hygrofaan. 
Lamellen
De lamellen zijn breed aan de steel bevestigd, de kleur is eerst bleek citroen en wordt naarmate de sporen rijpen oker. 
Steel
De flexibele vezelige steel heeft een hoogte van 1,5 tot 3 cm en een dikte van dikte 1 tot 2 mm. De vorm is cilindrisch, vaak iets taps toelopend naar de basis. De kleur is gebroken wit of zeer licht okerkleurig.

### Microscopische kenmerken
De sporen zijn olijfkleurig. Ze zijn ellipsvormig en meten 6-8 × 3,5-5 µm. De basidia zijn 4-sporig, clavaat en meten 28–32 x 5–6 µm. Cheilocystidia zijn recht, cilindrisch tot knotsvormig, soms met een kop en meten 30-60 × 4-7 µm. Pleurocystidia komen niet voor. De pileipellis is een cutis met elementen van 5-15 µm.breed. Er zijn gespen aanwezig.

## Verspreiding
Het meidoorndonsvoetje komt in Nederland algemeen voor en in België vrij algemeen. Het staat niet op een rode lijst en is niet bedreigd.